# アログ
アログ（Alog）は、ノルウェーの音楽グループ。
音楽デュオであるアログは、1997年にノルウェーのトロムス県トロムソで結成された。アログは、ノルウェーの実験的な電子音楽のパフォーマーたちのひとつとして数えられている。
この音楽デュオは、ノルウェーのミュージシャン、エスペン・ソンメル・アイデとダーグ＝アレ・ハウガンにより構成されている。バンドは、主に即興演奏、エレクトロニカ、ジャズ、アヴァン・ロック、オルタナティヴ・ポップをカバーするノルウェーのアーティストたちの拠点となっているリューネ・グラモフォン・レーベルにて録音している。2005年、アログはノルウェーのグラミー賞に相当するスペルマン賞（Spellemannprisen）を勝ち取った。

## ディスコグラフィ

### アルバム
- Red Shift Swing (1999年、Rune Grammofon RCD 2011)
- Duck-Rabbit (2001年、Rune Grammofon RCD 2020)
- Catch That Totem! (1998-2005) (2005年、Meletronikk MLK013)
- 『ミニアチュアズ』 - Miniatures (2005年、Rune Grammofon RCD 2043)
- Amateur (2007年、Rune Grammofon RCD 2063)
- Unemployed (2011年、Rune Grammofon RCD 2116)

### EP
- Islands of Memory (2006年、Creaked Records CRDS06)